# Hymn Portoryka
La Borinqueña (Pieśń o Borinquen) – hymn państwowy Portoryko. Słowa napisał Manuel Fernández Juncos, (1901).

## Oficjalna wersja oryginalnych słów
La tierra de Borinquén
donde he nacido yo,
es un jardín florido
de mágico primor.
Un cielo siempre nítido
le sirve de dosel
y dan arrullos plácidos
las olas a sus pies.
Cuando a sus playas llegó Colón;
Exclamó lleno de admiración;
"Oh!, oh!, oh!, esta es la linda
tierra que busco yo".
Es Borinquén la hija,
la hija del mar y el sol,
del mar y el sol,
del mar y el sol,
del mar y el sol,
del mar y el sol.

## Polski przekład
Ziemia Borinquen,
gdziem się urodził,
jest kwiecistym ogrodem
magicznego piękna.
A to zawsze czyste niebo,
służy jako baldachim,
dający wieczną ochronę,
nad falami naszego morza.
Kiedy Kolumb zawinął na tę plażę;
Gdy tylko postawił stopę tak rzekł:
"Och!, och!, och!, jakżeż piękna jest ta ziemia
której poszukiwałem".
Córką jest Borinquen,
córką jest morza i słońca,
morza i słońca,
morza i słońca,
morza i słońca,
morza i słońca.

## Historia
Tytuł hymnu stanowi odniesienie do tradycyjnej, miejscowej nazwy wyspy Boriken. Muzykę do utworu skomponowano po raz pierwszy w 1867 roku, wraz z romantycznym tekstem. Rewolucjoniści oraz poetka Lola Rodríguez de Tió napisali nową warstwę tekstową. Została ona jednak uznana przez rząd za zbyt gwałtowną i wywrotową. W związku z tym, po raz kolejny powstał nowy tekst. Muzykę za oficjalny hymn uznano w 1952 roku, a słowa w 1977 roku.